# 横岭瑶族乡
横岭瑶族乡，是中华人民共和国湖南省永州市道县下辖的一个乡镇级行政单位。有车子河流经境内，盛产水稻、马尾松、油桐、竹林等。在老屋地，蕴藏有铅锌矿0.1万吨，在龙门桥，蕴藏有赤锰2500万吨。

## 行政区划
横岭瑶族乡下辖以下地区：
莲花村、文明村、大坪岭村、大河村、民族村、棉竹江村、两岔河村委、深海村、老屋地村、浪石村、沙窝村、小路窝村、菖梧洞村、枫木山村和枇杷山村。